# La Arenosa
La Arenosa es un núcleo del municipio de Laredo (Cantabria, España). En el año 2008 contaba con una población de 67 habitantes (INE). La localidad se encuentra a 100 metros de altitud sobre el nivel del mar, y a 1,4 kilómetros de la capital municipal, Laredo.
- Datos: Q5962023